# أزمة لحم الخنزير الإيرلندي 2008

مقاطعة كارلو كانت موقع مصدر الأزمة

تم الإبلاغ عن مقاطعة تيرون كمصدر النفط المستخدم في إحداث الأزمة.

أزمة لحم الخنزير الإيرلندي 2008 كانت حادثة تلوث بالديوكسين في أيرلندا أدت إلى سحب دولي لمنتجات لحم الخنزير الأيرلندية المنتجة بين سبتمبر وأوائل ديسمبر من ذلك العام. تم الكشف في أوائل ديسمبر 2008 أن علف الحيوانات الملوث الذي تم توريده من قبل مصنع أيرلندي واحد إلى 37 مزرعة أبقار و9 مزارع خنازير عبر جمهورية أيرلندا، و8 مزارع أبقار ومزرعة ألبان واحدة في أيرلندا الشمالية، تسبب في تلوث لحم الخنزير بمستويات تتراوح بين 80 و200 ضعف الحد الموصى به من قبل الاتحاد الأوروبي للديوكسينات ومركبات ثنائي الفينيل متعدد الكلور الشبيهة بالديوكسينات أي 0.2 نانوغرام/غرام TEQ دهن (0.2 ppb). قامت هيئة سلامة الأغذية الأيرلندية في 6 ديسمبر بسحب جميع منتجات لحم الخنزير الأيرلندية من السوق والتي تعود إلى 1 سبتمبر 2008 حتى ذلك التاريخ. تم الحكم على العلف الملوث الذي تم توريده إلى 45 مزرعة أبقار عبر الجزيرة بأنه لا يشكل خطرًا صحيًا عامًا كبيرًا، وبالتالي لم يتم سحب لحم البقر. كما تأثرت مزرعة ألبان في أيرلندا الشمالية؛ حيث تم سحب بعض إمدادات الحليب من التداول. رفضت المعالجات استئناف ذبح الخنازير حتى تتلقى تعويضًا ماليًا.
تأثرت إمدادات لحم الخنزير إلى ما مجموعه 23 دولة، 13 منها داخل الاتحاد الأوروبي والباقي خارجها في منطقة تمتد عبر ثلاث قارات على الأقل. الدول المتأثرة تشمل: إيطاليا، ألمانيا، هولندا، بولندا، السويد، الدنمارك، بلجيكا، إستونيا، المملكة المتحدة، فرنسا، البرتغال، قبرص، رومانيا، روسيا، الولايات المتحدة، كندا، سويسرا، الصين، كوريا الجنوبية، اليابان وجمهورية سنغافورة.
يشتبه الآن أن النفط الذي تسبب في تلوث علف الخنازير بالديوكسينات جاء من مقاطعة تيرون. تشير بعض التقارير إلى أن استعادة سوق لحم الخنزير الأيرلندي قد يستغرق ما يصل إلى عقد من الزمن. تم انتقاد الحكومة الأيرلندية بسبب تعاملها مع الحادثة.
في 18 ديسمبر 2008، تم الكشف أن عينات لحم البقر من المزارع المتأثرة كانت تحتوي على مستويات ديوكسين تتراوح بين 100 و400 ضعف الحد القانوني. ومع ذلك، أصرت السلطات الأيرلندية على أن التهديد للصحة العامة من منتجات لحم البقر الأيرلندية، على الرغم من أن مستويات الديوكسين كانت أعلى من تلك الموجودة في لحم الخنزير المتأثر، كان ضئيلًا. في 25 يناير 2009، صادرت سلطات الحجر الصيني أكثر من 23 طنًا من لحم الخنزير الأيرلندي الملوث والمجمد الذي تم استيراده من قبل شركة في مدينة سوتشو في أكتوبر 2008. في 28 يناير 2009، أخبر جون أهرن، المدير الإداري لشركة إندافير أيرلندا، لجنة الزراعة المشتركة في البرلمان الأيرلندي أن أيرلندا يمكن أن "تسير نائمة" نحو أزمة لحم خنزير أخرى إذا استمر وزير البيئة، جون جورملي، في خططه لبدء استخدام واسع النطاق للمعالجة البيولوجية الميكانيكية.

## لحم الخنزير

### خلفية

توضيح لمستويات الديوكسين المقاسة في لحم الخنزير والبقر الأيرلندي بالنسبة للحد القانوني.
الدائرة الخضراء الصغيرة تمثل الحد القانوني.
مساحات الدوائر الأخرى نسبية للدائرة الخضراء وتمثل أدنى (80 ضعف الحد القانوني) وأعلى (400 ضعف الحد القانوني) مستويات الديوكسين الموجودة في لحم الخنزير والبقر الأيرلندي.

في مساء 6 ديسمبر، أمرت هيئة سلامة الأغذية الأيرلندية بسحب وإتلاف جميع منتجات لحم الخنزير الأيرلندية التي تعود إلى 1 سبتمبر. تم الإعلان عن اكتشاف "الديوكسينات ومركبات ثنائي الفينيل متعدد الكلور الشبيهة بالديوكسينات"، وهي مجموعة من المركبات العضوية المهلجنة الاصطناعية شديدة السمية، في لحم الخنزير بمستويات تتراوح بين 80 و200 ضعف حدود السلامة الموصى بها من قبل الاتحاد الأوروبي. حدث هذا التلوث، الذي تم اكتشافه لأول مرة في 1 ديسمبر، نتيجة تلوث علف الخنازير. تم تأكيد النتائج الإيجابية للديوكسينات ومركبات ثنائي الفينيل متعدد الكلور الشبيهة بالديوكسينات في ظهر 6 ديسمبر وتم الإعلان عنها في غضون ساعات. تم نصح الجمهور الأيرلندي بتدمير جميع منتجات لحم الخنزير التي اشتروها حيث بدأت وزارة الزراعة الأيرلندية وهيئة سلامة الأغذية تحقيقًا.
تم استخدام العلف الملوث في ما يصل إلى 46 مزرعة في جمهورية أيرلندا، منها 37 مزرعة لتربية الأبقار من أجل لحم البقر و9 مزارع لإنتاج لحم الخنزير. بالإضافة إلى ذلك، تم استخدام العلف الملوث في 8 مزارع أبقار في أيرلندا الشمالية. تم الحكم على منتجات لحم البقر، من الأبقار التي قد تكون قد تغذت على العلف الملوث، بأنها آمنة ولم يتم سحبها من السوق. استخدمت مزرعة أبقار واحدة في أيرلندا الشمالية العلف لأبقار اللحم والألبان، وتم سحب الحليب من هذه المزرعة من إمدادات الغذاء.
بعد الاكتشاف، حضر رئيس الوزراء الأيرلندي، براين كوين، ووزير الزراعة والأغذية والبحرية الأيرلندي، بريندان سميث، محادثات في وزارة الزراعة. إلى جانبهم كانوا وزير الصحة، ماري هارني، ووزراء الدولة تريفور سارجنت وماري والاس. وصف المتحدث باسم الزراعة في حزب المعارضة فاين جايل، مايكل كريد، الاكتشاف بأنه "أكبر تهديد محتمل لقطاع أغذية الزراعة منذ تفشي مرض الحمى القلاعية".
في ظهر 7 ديسمبر، ادعت هيئة سلامة الأغذية الأيرلندية تحديد المصدر كمكون ملوث تم إضافته إلى علف الخنازير، وقالت إنه يُعتقد الآن أن ملف تعريف الديوكسينات المكتشفة يشبه تلك الموجودة في زيوت المحولات الكهربائية. في مساء ذلك اليوم نفسه، أبلغت راديو وتلفزيون أيرلندا، وهي هيئة البث الحكومية، أن مصدر الأزمة كان مصنع معالجة في مقاطعة كارلو (انظر #Millstream Power Recycling Limited). تم إطلاق تحقيق من قبل الشرطة الأيرلندية. رفضت جمعية معالجات لحم الخنزير الاستمرار في ذبح الخنازير، وأصرت على أنها بحاجة إلى حزمة مالية ضخمة (تصل إلى مليار يورو) من الحكومة الأيرلندية لمساعدتها في عملية السحب الجماعي. أكد الاتحاد الأوروبي أنه لن يكون هناك تمويل لصناعة لحم الخنزير الأيرلندية في أعقاب الأزمة. انتقد زعيم فاين جايل إندا كيني الحكومة الأيرلندية، واصفًا الأزمة بأنها "كارثة غير مخففة".

### المنتجات المتأثرة
معظم منتجات لحم الخنزير معرضة لخطر التلوث؛ ومع ذلك، فإن جيلاتين لحم الخنزير، والمنتجات التي تحتوي على جيلاتين لحم الخنزير مثل الحلويات، ورقائق البطاطس، والأطعمة الخفيفة، والصلصات التي تحتوي على لحم الخنزير أو لحم الخنزير المقدد ليست معرضة للخطر.

### الآثار الصحية للديوكسينات ومركبات ثنائي الفينيل متعدد الكلور
الديوكسينات وثنائي الفينيل متعدد الكلور (PCBs) هما مجموعتان من المواد الكيميائية السامة التي يصنعها الإنسان في الغالب، وعند استهلاكها، تؤثر على كل من الجهاز المناعي والجهاز التناسلي وتصنف على أنها مواد مسرطنة محتملة من قبل منظمة الصحة العالمية وفي الولايات المتحدة من قبل المعهد الوطني للسرطان ووكالة تسجيل المواد السامة والأمراض. يتم التوسط في سمية الديوكسينات ومركبات ثنائي الفينيل متعدد الكلور الشبيهة بالديوكسينات من خلال قدرتها على الارتباط بقوة بمستقبلات الهيدروكربون الأروماتية الموجودة في معظم الحيوانات.
لاحظت العديد من الدراسات الوبائية وجود ارتباط بين المستويات العالية من الديوكسينات ومركبات ثنائي الفينيل متعدد الكلور في البشر ومجموعة واسعة من الآثار الصحية السلبية مثل كلوراكني، انخفاض معدل الذكاء، اختلال وظيفة الغدة الدرقية وانخفاض مستويات هرمونات الغدة الدرقية، ارتفاع معدلات انتباذ بطانة الرحم لدى النساء، ارتفاع مستويات السكري لدى النساء، بلوغ مبكر لدى الإناث وتأخر النمو الطفيف لدى الأطفال، كما يتضح من تغير نشاط اللعب. يبدو أن الذكور أكثر حساسية للتسمم بمستويات عالية من الديوكسينات ومركبات ثنائي الفينيل متعدد الكلور الشبيهة بالديوكسينات وأكثر عرضة للإصابة بأعراض شديدة مثل أن الرجال الشباب الذين تسمموا بـTCDD (أكثر الديوكسينات سمية) أقل احتمالًا لإنجاب الأولاد. انظر Geusau et al. (2001) الذين يصفون المظاهر السريرية لحالتين شديدتين للغاية من التسمم بالديوكسين.
يأتي جزء كبير من الخطر الذي تشكله الديوكسينات ومركبات ثنائي الفينيل متعدد الكلور من ثباتها البيئي وطبيعتها المحبة للدهون، مما يؤدي إلى تراكمها في السلسلة الغذائية، خاصة في دهون الحيوانات. حوالي 80% من تعرض الإنسان للديوكسينات ومركبات ثنائي الفينيل متعدد الكلور يأتي من الأغذية المشتقة من الحيوانات مثل الدواجن، لحم البقر ومنتجات الألبان. ومع ذلك، لا يمكن ملاحظة الآثار الصحية والمخاطر الناجمة عن التعرض طويل الأمد ومنخفض المستوى للعامة بشكل مباشر، وهي مثيرة للجدل للغاية. لا يُعرف ما إذا كانت علاقة الجرعة بالاستجابة عند مستويات منخفضة من التعرض تكون دون خطية أو خطية، أو لها عتبة أي غير ضارة عند مستويات منخفضة جدًا. يتم تعقيد تقييمات المخاطر بشكل أكبر من خلال ملاحظة أن التلوث عادة ما يتضمن خليطًا معقدًا من المواد الكيميائية ذات الصلة، وتختلف سمية كل منها ويجب أخذها في الاعتبار وفقًا لعامل التكافؤ السمي (TEF) (حيث TCDD = 1). ناتج TEF هو كمية التكافؤ السمي (TEQ)، وهذه القيمة هي التي تستخدم في تقييمات المخاطر (حاسبة كمية التكافؤ السمي عبر الإنترنت نسخة محفوظة 17 September 2008 على موقع واي باك مشين.).
يستخدم الاتحاد الأوروبي (EU) منحنى استجابة جرعة خطي عند مستويات منخفضة من التعرض، أقل من النقطة التي توجد فيها بيانات وبائية. بمعنى آخر، يفترض الاتحاد الأوروبي أنه لا يوجد مستوى آمن من الديوكسينات ومركبات ثنائي الفينيل متعدد الكلور. وفقًا لذلك، يضع الاتحاد الأوروبي حدودًا صارمة للغاية للديوكسينات ومركبات ثنائي الفينيل متعدد الكلور الشبيهة بالديوكسينات في الغذاء، يتم تحديدها أعلى بقليل من المستويات الخلفية المعتادة الموجودة في فئات غذائية مختلفة مثل الأسماك، الدواجن، لحم البقر، لحم الخنزير، إلخ. الحد المحدد للديوكسينات في دهون ولحم الخنزير هو 1 بيكوغرام/غرام TEQ أي 1 جزء في التريليون (ppt) (انظر توضيح حوض السباحة). كان الحد الأقصى للتلوث بالديوكسينات المقاس في لحم الخنزير الأيرلندي 0.2 نانوغرام/غرام TEQ دهن (200 ppt)، وهو ما يعادل توزيع 10 قطرات من TCDD في حوض سباحة أولمقي سعته 2.5 مليون لتر.

### شركة Millstream Power Recycling Limited
52°38′09″N 6°37′22″W / 52.6357°N 6.6228°W[إخفاق التحقق]
أفادت أخبار RTÉ أن الشركة وراء العلف الحيواني الملوث هي Millstream Power Recycling Limited، "الواقعة على بعد مسافة قصيرة من Fenagh, Co Carlow" (على الرغم من أن موقع الشركة على الإنترنت يقول إنها تقع في Clohamon Mills، Bunclody, Co. Wexford، على بعد 17 كم من Fenagh). توقف كل الإنتاج في المصنع في الأسبوع الذي سبق الإعلان، عندما تم الاشتباه لأول مرة بوجود صلة بينه وبين العلف الملوث. نفى ممثل الشركة، ديفيد كيرتين، التقارير التي تفيد باستخدام زيت صناعي في العلف الملوث، قائلاً إنه على الرغم من استخدام الزيت لتشغيل الآلات المستخدمة في المعالجة، إلا أنه ليس متأكدًا من أن هذا هو مصدر التفشي. تم شراء الزيت، بناءً على إصرار الشركة، فقط من "الموردين الشرعيين" داخل جمهورية أيرلندا. تم تسمية مالك شركة Millstream Power Recycling Limited بأنه رجل يبلغ من العمر 43 عامًا يدعى روبرت هوغ، والذي يوضح موقعهم على الإنترنت أنه مؤسس الشركة، والذي حصل على إذن لـ"إنشاء مستودع علف زراعي" في Clohamon، Bunclody في أوائل عام 2004.

### صناعة لحم الخنزير الأيرلندية
تُعتبر صناعة لحم الخنزير رابع أكبر صناعة في القطاع الزراعي الأيرلندي، حيث تُساهم بحوالي 400 مليون يورو سنويًا في الاقتصاد الأيرلندي. تنتج مزارع البلاد أكثر من 3 ملايين خنزير سنويًا، يتم استهلاك ما يقرب من 50% منها داخل جمهورية أيرلندا. يتم تصدير الباقي بشكل كبير إلى الأراضي المجاورة مثل أيرلندا الشمالية وبريطانيا، كما يتم توزيعه في متاجر البقالة واللحوم المصنعة عبر قارتين – أوروبا وآسيا. في عام 2007، صدرت أيرلندا 113,000 طن من لحم الخنزير، ذهب ما يقرب من نصفها إلى المملكة المتحدة. كما تم شحن أكثر من 500,000 خنزير حي إلى المملكة المتحدة ليتم ذبحه ومعالجته هناك. من بين العملاء الرئيسيين الآخرين لأيرلندا في مجال لحم الخنزير ألمانيا، التي اشترت 9,000 طن في عام 2007؛ فرنسا، إيطاليا وعدة دول داخل حدود أوروبا الشرقية، التي اشترت معًا أكثر من 20,000 طن، روسيا، التي اشترت 6,600 طن، والصين، التي حصلت على 1,100 طن.

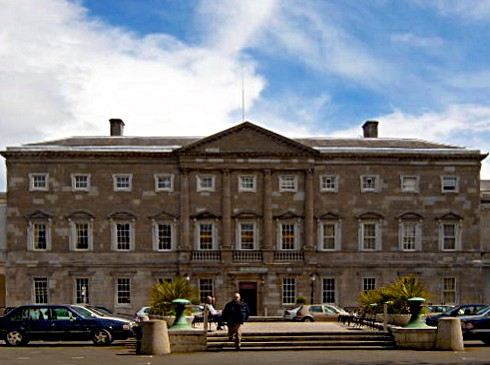
احتجاج لعمال تم تسريحهم كان من المقرر أن يقام وقت الغداء في 11 ديسمبر خارج مبنى لينستر (أعلاه).

### الآثار
في غضون يومين من الإعلان الأول، فقد 1,800 شخص وظائفهم في صناعة لحم الخنزير الأيرلندية مع وجود 6,000 وظيفة أخرى معرضة للخطر وفقًا لأكبر نقابة عمالية في أيرلندا SIPTU. قامت أكبر شركة معالجة لحم الخنزير في أيرلندا، Rosderra Irish Meats Group Ltd.، بتسريح جميع موظفيها البالغ عددهم 850 موظفًا في أربعة مصانع في 8 ديسمبر، وأمرتهم بالتسجيل للحصول على إعانات البطالة الحكومية. قام العاملون في صناعة لحم الخنزير الذين تم تسريحهم في أعقاب الأزمة، بما في ذلك أولئك من المصانع المتأثرة في Edenderry، Waterford وKilkenny، بتنظيم احتجاج وقت الغداء خارج مبنى لينستر (مباني الحكومة في دبلن) في 11 ديسمبر. نظمت نقابة SIPTU المظاهرة مشيرة إلى "التأخير في استئناف الإنتاج" و"الأوضاع المالية الصعبة" التي يعاني منها بعض العمال كأسباب لها.
أوقفت شركات المعالجة ذبح الخنازير حتى وعدتهم الحكومة الأيرلندية بتعويض مالي. تم ذبح حوالي 100,000 خنزير وتم تقدير تكاليف الأزمة بحوالي 100 مليون يورو.

### ردود الفعل

#### ردود الفعل المحلية
في غضون ساعات، قامت عدد من الصحف المحلية في أيرلندا بما في ذلك Longford Leader وLeitrim Observer[إخفاق التحقق] بنشر نسخ من نفس المقال الصادر عن وكالة الأنباء البريطانية.

#### ردود الفعل الوطنية
تحركت هيئة سلامة الأغذية الأيرلندية على الفور لطمأنة الجمهور العام في أيرلندا. تحدث نائب الرئيس التنفيذي للهيئة، آلان رايلي، على راديو RTÉ في صباح اليوم التالي للإعلان الأولي، قائلاً إنه "كان من الضروري كإجراء احترازي" سحب جميع منتجات لحم الخنزير من البلاد. وقال إنه "يتوقع" أن تكون منتجات لحم الخنزير متاحة مرة أخرى قبل بدء فترة عيد الميلاد المزدحمة ومن المقرر أن يجتمع مع مسؤولين حكوميين وتجار في غضون ساعات. تم إخطار الفنادق والنزل الأيرلندية على الفور بالوضع المتطور وطلب منهم التخلص من جميع منتجات لحم الخنزير من قبل الاتحاد الأيرلندي للفنادق. قامت بعض فروع تيسكو في البداية بإصدار استرداد الأموال فقط لمنتجات لحم الخنزير الخاصة بها ولكنها بدأت منذ ذلك الحين في إصدار استرداد الأموال لجميع المنتجات الأيرلندية المتأثرة. ومع ذلك، قدمت Superquinn استردادًا كاملاً. تلقت الخط الساخن الذي أقامته هيئة سلامة الأغذية الأيرلندية 3,000 مكالمة في غضون 72 ساعة من تفشي الأزمة.
تعاونت صناعة علف الحيوانات مع الأكاديميين، بقيادة كريس إليوت في جامعة الملكة، لتقييم مخاطر تكرار الحادثة في المستقبل، والملوثات المحتملة الأخرى في علف الحيوانات، وتطوير أنظمة اختبار ومراقبة لتقليل احتمالية حدوث حادثة أخرى بشكل كبير. أدى ذلك إلى برنامج أخذ عينات واختبار منهجي في مصانع علف الحيوانات، والذي كان بحلول عام 2022 يقيم أكثر من 6 ملايين طن من علف الحيوانات سنويًا.

#### ردود الفعل الدولية
صرحت وكالة المعايير الغذائية في المملكة المتحدة بأنها لا تعتقد أن مستهلكي بلدها يواجهون "خطرًا كبيرًا"، لكنها كانت لا تزال تنتظر تأكيدًا من السلطات الأيرلندية بأن المنتجات المتأثرة لم يتم تصديرها إلى جارتها. قال كبير العلماء أندرو وادج في مدونته على موقع الوكالة إنه نظرًا لأن الديوكسينات تبقى في الجسم لمدة تقارب 30 عامًا، فإن تجاوز الحدود التنظيمية لبضعة أيام له تأثير "ضئيل" على المستهلك الفردي. تحدد معايير الاستهلاك اليومي المقبول مستوى لا يشكل خطرًا على الصحة على مدى فترة طويلة.
في آسيا، حظرت كوريا الجنوبية الواردات ونصحت تجار التجزئة بالتوقف عن بيع المنتجات الأيرلندية، وسنغافورة كانت تتبع نفس الخطى، بينما أوقفت الصين الواردات "بشكل مؤقت". كما أعلنت اليابان أنها قد تسحب منتجات لحم الخنزير الأيرلندية.

#### الصحافة
في غضون اثنتي عشرة ساعة من إعلان سحب لحم الخنزير، كانت الصحافة الدولية تنقل الخبر، وفي غضون ستة وثلاثين ساعة كانت هناك أكثر من 1700 مقالة صحفية عن الأزمة على مستوى العالم. أعلنت الصحيفة الشعبية ذا صن الخبر بعنوان "لحم الخنزير الأيرلندي السام يتم سحبه من الأرفف" بينما اختارت ديلي ميرور عنوان "ذعر لحم الخنزير المسموم: الخنازير الأيرلندية تم تغذيتها بأكياس بلاستيكية". نشرت ديلي إكسبريس القصة تحت عنوان "تم إخبار المتسوقين: لا تأكلوا لحم الخنزير الأيرلندي السام" وذهبت ديلي ميل بعنوان "قد لا يتمكن المتسوقون البريطانيون من معرفة ما إذا كان لديهم لحم خنزير أيرلندي سام في ثلاجتهم". كان عنوان ذا تايمز "المتاجر تسارع لسحب لحم الخنزير الأيرلندي من الأرفف"، محذرة من أن قوانين الاتحاد الأوروبي الخاصة بالملصقات تعني أن لحم الخنزير الذي تم إنتاجه في أيرلندا يمكن أن يكون قد تم تصنيفه على أنه بريطاني. كان عنوان لوموند الأكثر إرسالًا عبر البريد الإلكتروني على موقعها الإلكتروني "إنذار بالديوكسين في لحم الخنزير الأيرلندي" وكانت الأزمة ثاني أكثر القصص شيوعًا على موقع ستريتس تايمز. أبلغت إل باييس عن قلقها من أن اللحوم الملوثة قد تكون وصلت إلى إسبانيا عبر فرنسا والبرتغال. غطت نيويورك تايمز القصة تحت عنوان "أيرلندا تحقق في لحم الخنزير الملوث" وواشنطن بوست تحت عنوان "أيرلندا تسحب منتجات لحم الخنزير بعد اختبار الديوكسين"، كل بطريقته الخاصة. كان عنوان وكالة فرانس برس "أيرلندا تسارع لاحتواء فزع سرطان لحم الخنزير" وكانت وكالة أنباء شينخوا واحدة من أولى وكالات الأنباء التي تابعت القصة بعناوين مثل "الشرطة الأيرلندية تحقق في تلوث لحم الخنزير". وصفت سي إن إن القصة بأنها "علم أحمر آخر يتم رفعه فوق طاولات العشاء هذا الأسبوع مع تحذيرات من الحكومة الأيرلندية بعدم تناول منتجات لحم الخنزير الخاصة بها"، مقارنة الأزمة باعتلال الدماغ الإسفنجي البقري، إنفلونزا الطيور وفضيحة الحليب الصيني 2008.

### العودة إلى الأرفف
أعلنت سوبركوين أنها ستضع لحم الخنزير الأيرلندي، الذي يمكن تتبعه إلى مزرعة واحدة في مقاطعة كيلكيني، على الأرفف بحلول 11 ديسمبر، لتصبح أول سلسلة سوبرماركت أيرلندية تفعل ذلك.

## أطعمة أخرى متأثرة

### لحم البقر
تم اكتشاف أن 21 مزرعة أبقار في الجمهورية استخدمت العلف الملوث، بينما استخدمته 8 مزارع أبقار في أيرلندا الشمالية. تم الكشف في 18 ديسمبر 2008 أن عينات لحم البقر من المزارع المتأثرة كانت تحتوي على مستويات ديوكسين تتراوح بين 100 و400 ضعف الحد القانوني. بذلت السلطات الأيرلندية جهودًا كبيرة للإصرار على أن التهديد للصحة العامة من منتجات لحم البقر الأيرلندية، على الرغم من مستويات الديوكسين المرتفعة للغاية، كان ضئيلًا. لوحظ أن الإعلان الرسمي لم يشر إلى أن مستويات الديوكسين كانت 100 إلى 400 ضعف الحد القانوني. في بيان، أوصت هيئة سلامة الأغذية الأيرلندية "بأن يتم ذبح الأبقار التي تم حجرها من هذه المزارع الـ21 وعدم السماح بدخولها إلى السلسلة الغذائية". لم يكن هناك سحب عام لمنتجات لحم البقر الأيرلندية. تم إبقاء المفوضية الأوروبية على اطلاع.
ومع ذلك، تم ذبح 3,000 رأس من هذه القطعان ودخلت بالفعل إلى السلسلة الغذائية منذ سبتمبر. كانت وكالة المعايير الغذائية في المملكة المتحدة تجري اختبارات لتقييم مستويات الديوكسينات الموجودة في قطعان الأبقار في أيرلندا الشمالية.

### الحليب
تم تحديد مزرعة واحدة في أيرلندا الشمالية قامت بتغذية أبقار الألبان بعلف ملوث. أعلن وزير الصحة والخدمات الاجتماعية والسلامة العامة في أيرلندا الشمالية، مايكل ماكجيمبسي، عن قيود على إمدادات الحليب في المقاطعة.

## بيان الهيئة الأوروبية لسلامة الأغذية
في بيانها الصادر في 10 ديسمبر 2008، اعتبرت الهيئة الأوروبية لسلامة الأغذية (EFSA) أن مستويات الديوكسين ومركبات ثنائي الفينيل متعدد الكلور الشبيهة بالديوكسينات في لحم الخنزير الأيرلندي، قبل سحب اللحوم الملوثة، لم تشكل خطرًا على الصحة. قامت الهيئة بحساب عدد من سيناريوهات التعرض المختلفة، ووجدت أنه إذا تناول المستهلك لحم الخنزير الأيرلندي يوميًا على مدار 90 يومًا، وكان 10% منه ملوثًا، فإن "الزيادة في عبء الجسم [ستكون] لا تثير القلق لهذا الحدث الوحيد". في "الحالة القصوى جدًا" لتناول كميات كبيرة من لحم الخنزير الأيرلندي الملوث بنسبة 100% يوميًا على مدار 90 يومًا المعنية، اعتبرت الهيئة أن "هذا السيناريو غير المحتمل سيقلل من الحماية، ولكن ليس بالضرورة أن يؤدي إلى آثار صحية سلبية".
ومع ذلك، حذرت الهيئة الأوروبية لسلامة الأغذية من أن حساباتها "تعتمد على البيانات الجديدة المحدودة جدًا المتعلقة بحادثة التلوث الحالية للحم الخنزير، والتي تم توفيرها للهيئة" واختتمت بيانها بـ "استندت الهيئة في هذا البيان على مجموعة بيانات محدودة". كما أوضحت أن حساباتها افترضت أن التعرض لهذه المستويات العالية بدأ فقط في سبتمبر 2008. إذا تم اكتشاف أن علف الحيوانات كان ملوثًا قبل سبتمبر 2008، فسيتعين عليها إعادة تقييم نتائجها. لم يتناول البيان قضية لحم البقر الملوث.

## التحقيق الجنائي
بدأ تحقيق جنائي في ديسمبر 2008، وتم الإبلاغ في 6 مارس 2010 في صحيفة آيرش تايمز أنه سيتم اتخاذ إجراءات جنائية فيما يتعلق بالحادثة.

## القضية المدنية
قامت شركة Millstream Recycling Ltd. برفع قضية مدنية ضد جيرارد تيرني من بلاكروك، وضد شركته Newtown Lodge Ltd. تدعي Millstream أن منتجات علف الخنازير الخاصة بها تلوثت بزيت "معيب" تم توريده من قبل السيد تيرني وشركته.

## حوادث تلوث سابقة
انظر أيضًا مركبات ثنائي بنزو الديوكسين متعددة الكلور

## روابط خارجية
- Food Safety Authority of Ireland (FSAI)
- RTÉ online news coverage
- Pork contamination at the Irish Examiner
- RTÉ information on Irish pork recall
- FSAI Dioxins factsheet
- Dioxins and PCBs explained (video)
- Irish Department of Agriculture, Fisheries and Food
- Millstream Recycling Ltd. website